# Kevin Mac Allister
Pour les articles homonymes, voir McAllister.
Kevin Mac Allister, né le 7 novembre 1997 à Buenos Aires en Argentine, est un footballeur argentin qui joue au poste de défenseur de l'Union Saint-Gilloise.

## Biographie

### En club

#### Argentinos Juniors (2016-2023)
Il fait ses débuts officiels le 27 février 2016 sous les couleurs d'Argentinos Juniors en championnat d'Argentine de football 2016 contre Estudiantes.

#### Union Saint-Gilloise (depuis 2023)
Le 12 juillet 2023, Kevin Mac Allister rejoint l'Union Saint-Gilloise pour un transfert annoncé de 1,5M € et un contrat jusqu'en juin 2026. Il joue son premier match dans le championnat belge le 28 juillet 2023 dans le derby bruxellois contre le RSC Anderlecht (victoire 2-0).

## Palmarès

### En club
|  |  | Argentinos Juniors - Championnat d'Argentine de deuxième division (1) : - Champion : 2017. |  | Union Saint-Gilloise - Championnat de Belgique (1): - Champion : 2025. - Vice-champion : 2024. - Coupe de Belgique (1) : - Vainqueur : 2024. - Supercoupe de Belgique (1) : - Vainqueur : 2024. - Finaliste : 2025. |

## Vie privée
Il est le fils de Carlos Mac Allister et le frère aîné d'Alexis Mac Allister, tous deux footballeurs internationaux argentins.